# Martina-Sofie Wildberger
Martina-Sofie Wildberger (* 30. Mai 1985 in Zürich) ist eine Schweizer Konzept- und Performancekünstlerin. Ihre Arbeiten, die sich auf Stimme und Körper fokussieren und oft auf Interaktion mit dem Publikum beruhen, befassen sich mit Klang, Bedeutung und Wirkmacht von Sprache und des Sprechaktes an sich. Sie beschäftigt sich «mit alternativen Kommunikationswegen, der Beziehung zwischen Schriftlichkeit und Mündlichkeit und zwischen Übersetzung und Übersetzbarkeit. Ihre Arbeiten werden als Performances oder als Teile von Ausstellungen» gezeigt.

## Leben
Martina-Sofie Wildberger besuchte das Liceo-Artistico in Zürich, ein schweizerisch-italienisches Kunstgymnasium, absolvierte danach 2009 ihren Bachelor in Fine Arts unter Yan Duyvendak und LaRibot und 2011 ihren Master in Fine Arts an der französischsprachigen Haute école d'art et de design (HEAD) in Genf. Danach studierte sie an der Université de Genève und schloss 2014 mit einem Master in Kunstgeschichte und Deutscher Literatur ab. Sie lebt und arbeitet in Zürich und Genf. Kunststipendien und Residenzen führten sie unter anderem nach New York, Berlin und Paris sowie an das Istituto Svizzero di Roma in Italien.
Als Mittzwanzigerin fand sie ihre Begeisterung für das Bergsteigen, eine in der Schweiz traditionell eher männerdominierte Sportart, wie sie in einem Interview mit Radio RaBe ausführte, was ebenfalls Eingang in ihre künstlerische Arbeit fand. Neben Hochtouren in den Bergen läuft Wildberger Skitouren.

## Werk
Martina-Sofie Wildberger beschäftigt sich in ihren künstlerischen Arbeiten mit Sprache: Sprache als Medium, reiner Klang und rhythmisches Element, als Inhalt des Werkes, aber auch als Gegenstand von Kommunikation und als Machtinstrument. So entfaltet sich darin häufig eine politische Dimension, oft vor feministischem Hintergrund, in der die aus Sprechakt und Verschriftlichung entstehenden Brüche eine Rolle spielen, wie auch die Differenzen von unterschiedlichen Sprachen und Sprachebenen. Einen besonderen Raum nimmt in ihren Performances und interaktiven Installationen das Verhältnis von Zuschauer und Akteur, von Publikum und Performerin ein. Wildberger spricht bei Einbeziehung des Publikums auch vom Begriff der «polyphonen Interaktion». Die Grenze zwischen bildender und performativer Kunst oszilliert in ihrem Werk und schlägt mal mehr zur einen und mal mehr zur anderen Seite aus, so dass die Übergänge zwischen Ausstellung und Performance häufig fliessend sind.
In Zürich aufgewachsen, ist ihre Muttersprache Schweizerdeutsch. Sie besuchte ein deutsch und italienisch geprägtes Gymnasium und studierte an einer französischsprachigen Universität in Genf, so dass die in der Schweiz herrschende Sprachenvielfalt auch bereits früh Eingang in ihre Biografie fand. Ihre anfängliche Unsicherheit in der französischen Studiensprache dieser Zeit und ihren fortschreitenden Spracherwerb machte sie zum Gegenstand einiger früher Werke wie der 2013 entstandenen Laserprint-Collage D’après Rimbaud, D’après Baudelaire, D’après Apollinaire, in der sie den französischen Text von Gedichten der genannten Autoren ausdruckte, auseinanderschnitt, teilweise übersetzte und neu arrangierte, um aus diesen einen «eigenen Sinn zu extrahieren», wie sie in der Werkbeschreibung hinzufügte.
Die 2016 entstandene Performance Corner Piece nahm umdeutend Bezug auf die Skulptur Equal (Corner Prop Piece) von Richard Serra aus den Jahren 1969/70, eine Installation aus einer Bleistange und einer Bleiplatte in einer Raumecke, die sich gegenseitig stabilisieren. In Corner Piece wurde diese Idee performativ weitergeführt. Statt statischer Objekte gaben sich darin lebendige Körper, die von Martina-Sofie Wildberger und einer weiteren Performerin, Julia Sewing, Halt, die sich ineinander verschlangen und miteinander in Interaktion standen. Dazu traten sie in einen sprachlichen Dialog ein, der auf der Bedeutungsebene scheinbar nicht in Zusammenhang stand, jedoch im Sinne einer Kommunikation und emotional Bezug zwischen den Performerinnen aufbaute. Quinn Latimer beschrieb dies in der 2019 von Pro Helvetia herausgegebenen Reihe Collection Cahiers d'Artistes als eine «Performance von und über Mündlichkeit». Sie stelle sich als «Choreografie der Stimme – und des zugehörigen Körpers, und von Körpern –, welche klangliche und linguistische Veränderungen von Laut und Sprache verzeichnet, die wiederum Veränderungen in Beziehungen, im Raum und in Machtstrukturen anzeigen» dar. Die Teilnehmerinnen und Teilnehmer an der Performance waren aufgefordert, bereitliegende und mit dem Satz «a duet between projection and intimacy» (Übers.: «Ein Duett zwischen Projektion und Intimität») bedruckte T-Shirts anziehen, die sie dann behalten durften. Das Publikum wurde damit Teil der Performance und trug diese sichtbar sowohl durch den Raum als auch später in den Stadtraum, aus der Ausstellung hinaus.
Im 2017 für die Fondazione Giuliani in Rom entstandenen Conversation Piece: Bob and Alice, kombinierte Wildberger eine rund dreizehnminütige Improvisation im Dialog mit Martin Chramosta mit Plakaten und T-Shirts, die einzelne Wörter und Laute aus der Improvisation wiedergaben und so eine visuelle Auseinandersetzung mit dem physisch-akustischen Erlebnis der Improvisation erlaubten. Das Werk basiert auf einem absurden Dialog, der einem Gespräch zweier von Facebook entwickelten KI-Programme entstammt. Die Simulationen Bob und Alice schufen im Verlauf ihres Gesprächs eine ihnen eigene, autonome Sprache, die für das menschliche Verständnis keinen Sinn birgt. Wildbergers Idee war es, der virtuellen Unterhaltung einen Körper und eine Stimme zu geben, um so die Bandbreite aus Komik, die aus der Sinnlosigkeit und Zusammenhanglosigkeit von Sprache entsteht, und vermeintlichem Verstehen von Sinn und Bedeutung für die Zuhörenden zu erforschen.
Im Jahr 2017 entwickelte Martina-Sophie Wildberger das Projekt Feminist Alpine Club, das künstlerisch-feministische Perspektiven in alpinistische Zusammenhänge stellt. Im Jahr 2023 hatte sie im Kollektiv mit anderen Künstlerinnen und Künstlern mit dem Feminist Alpine Club im Rahmen der Sommerausstellung Zur frohen Aussicht im Walliser Bergdorf Ernen Anteil an einem Programm aus Wanderungen, Performances und Installationen.

## Ausstellungen und Performances (Auswahl)
- 2008: Mon petit alphabet II, Soirée Performance, Huis Clos, 2008
- 2009: Schönes Rot oder die Kritik der ästhetischen Urteilskraft, Performance, Museum für Gegenwartskunst Basel
- 2010: Big Bang Nr. 1, Raum zur Kunst, Basel
- 2014: Fuck la fértilité! Fick die Fruchtbarkeit, Palais de l’Athénée, Genf
- 2015: PerformanceProcess, Centre Culturel Suisse, Paris
- 2016: Poetics of Gestures, im Rahmen der Performancereihe Narrating Transformed, Dar Bellarj, Marrakesch[17]
- 2016: Speak Up!, Elephanthouse, Luzern
- 2017: I/WANT/TO/SAY/SOMETHING, Corner College, Zürich
- 2017: Quart d’heure américan, mains d’oeuvres, Saint Ouen
- 2018: Alpina Huus – Vedo non Vedo, mit Alizée Lenox, Grossi Maglioni, Beatrice Marchi, Julie Monot, Axelle Stiefel, Eva Zornio, Istituto Svizzero, Rom
- 2018: Conversation Piece: Bob and Alice, Fondazione Giuliani, Rom[18]
- 2018: Into Worlds, Immersion, Berliner Festspiele, Martin-Gropius-Bau, Berlin
- 2018: PerformanceProcess, Museum Tinguely, Basel
- 2018: I/WANT/TO/SAY/SOMETHING, Biblioteca Hertziana, Rom
- 2018: Sculptures Garden, Biennale, Musée d’art moderne et contemporaine und Artgenève, Genf
- 2019: Solid Arid Splendid, Binz39, Zürich
- 2019: Pro Helvetia Pavillon, Art Basel
- 2019: Scream, Manor Kunstpreis 2019 Schaffhausen, Museum zur Allerheiligen, Schaffhausen
- 2019: Wearable/Unwearable Art, Centre culturel suisse, Paris
- 2019: Conversation Piece: Bob and Alice im Rahmen von Digital Dramatizations: Ecologies from the Future. Fold II, Center for Contemporary Art, Plovdiw
- 2019: I/WANT/TO/SAY/SOMETHING. Performance mit Tobias Bienz und Denise Hasler im Rahmen des Amsterdam Art Weekend, Vleshal Center for Contemporary Art, Amsterdam[19]
- 2020: Scream!, Le Grütli, Genf
- 2020: Touch Me I’m Sick, Kunstraum Baden
- 2020: Performance mit Tobias Bienz, Ben Gageik, Alejandra Jenni im Rahmen von Partout – Plattform für Internationale Performance Kunst, Arsenic, Lausanne
- 2021: Zirkuliere!, Helmhaus Zürich
- 2022: Beitrag zu Fundbüro der Erinnerungen, Alpines Museum, Bern

## Preise und Auszeichnungen
- 2012: Swiss Art Award, Eidgenössischer Kunstpreis
- 2013: Prix Hirzel, Fondation Hirzel, Genf
- 2015: Kiefer Hablitzel
- 2019: Manor Kunstpreis Schaffhausen

## Publikationen
- 2011: Mon petit alphabet / Mein kleines Alphabet. A–Z. Reihe: Hardcopy. HEAD & Monospace Press, Amsterdam und Gent 2011, ISBN 978-2-9700713-2-7.
- Pro Helvetia (Hrsg.): Martina-Sofie Wildberger. Reihe: Collection Cahiers d'Artistes. Edizioni Periferia und Pro Helvetia, Luzern 2019, ISBN 978-3-906016-09-2.
- Isabell Köpfli (Hrsg.): I want to say something. Katalog zur Ausstellung SCREAM. Museum zu Allerheiligen/Edition Fink, Zürich 2019, ISBN 978-3-03746-236-2.